# Hiroaki Zakoji
Hiroaki Zakoji, 座光寺公明, Tokyo, 20 janeiro 1958. Era um compositor e um pianista japoneses. Creceu em Hokkaidō e aprendeu composição com Masanobu Kimura quando era um estudante do segundo grau.
Estudou no Instituto da Arte da Universidade de Nihon em Tóquio, Estudou composição instruída com Kiyohiko Kijima e piano com Midori Matsuya. Também estudou composição com Roh Ogura em Kamakura.
Em 1982, organizou o Consort de Tokyo Shin-Wagaku onde regolarmente tocou suas próprias músicas e de outros compositores novos. Em 1985, foi representado no concert de IGNM (Internationale Gesellschaft für Neue Musik) em Basileia, Switzerland. Em abril 1986, retornou a Basileia onde compôs e executou a sua Op. 36, “Piano Parte III”. Também 
viajou a Espanha e a Dinamarca e escreveu um essay para um jornal da música. A composição II (Op.11) e a composição III (Op.13) foram transmittidas por uma rádio espanhola. Em junho 1986, era um dos finalistas no “Buddhist International Music Competition” de Tokyo e a sua Op. 18 “Continuum” foi tocada pela primiera vez pela  Orchestra Synphonica de Tokyo dirigida por Hiroyuki Iwaki. Morreu apenas alguns dias após seu 29 o aniversário por um ataque de coraçao no 29 janeiro 1987 em Tokyo.
Deixou 38 trabalhos em sua breve vida de 28 anos (1958-1987)
Publication: Op.27 Mono-morphology II (1983) by Japan Federation of Composers (JFC)
- https://web.archive.org/web/20070311012705/http://www.jfc-i.org/english/others/jfc.htm

All his scores and some music tapes are preserved in the Documentation Centre for Modern Japanese Music in Tokyo
- https://web.archive.org/web/20070128020143/http://www.mlaj.gr.jp/members/jp/kindai.htm

Website in memory of Hiroaki Zakoji

- http://www.ezakoji.com